# 膳駅
膳駅（ぜんえき）は、群馬県前橋市粕川町膳にある上毛電気鉄道上毛線の駅である。

## 歴史
- 1928年（昭和3年）11月10日 - 開業[1]。

## 駅構造
単式ホーム1面1線を有する地上駅。無人駅である。

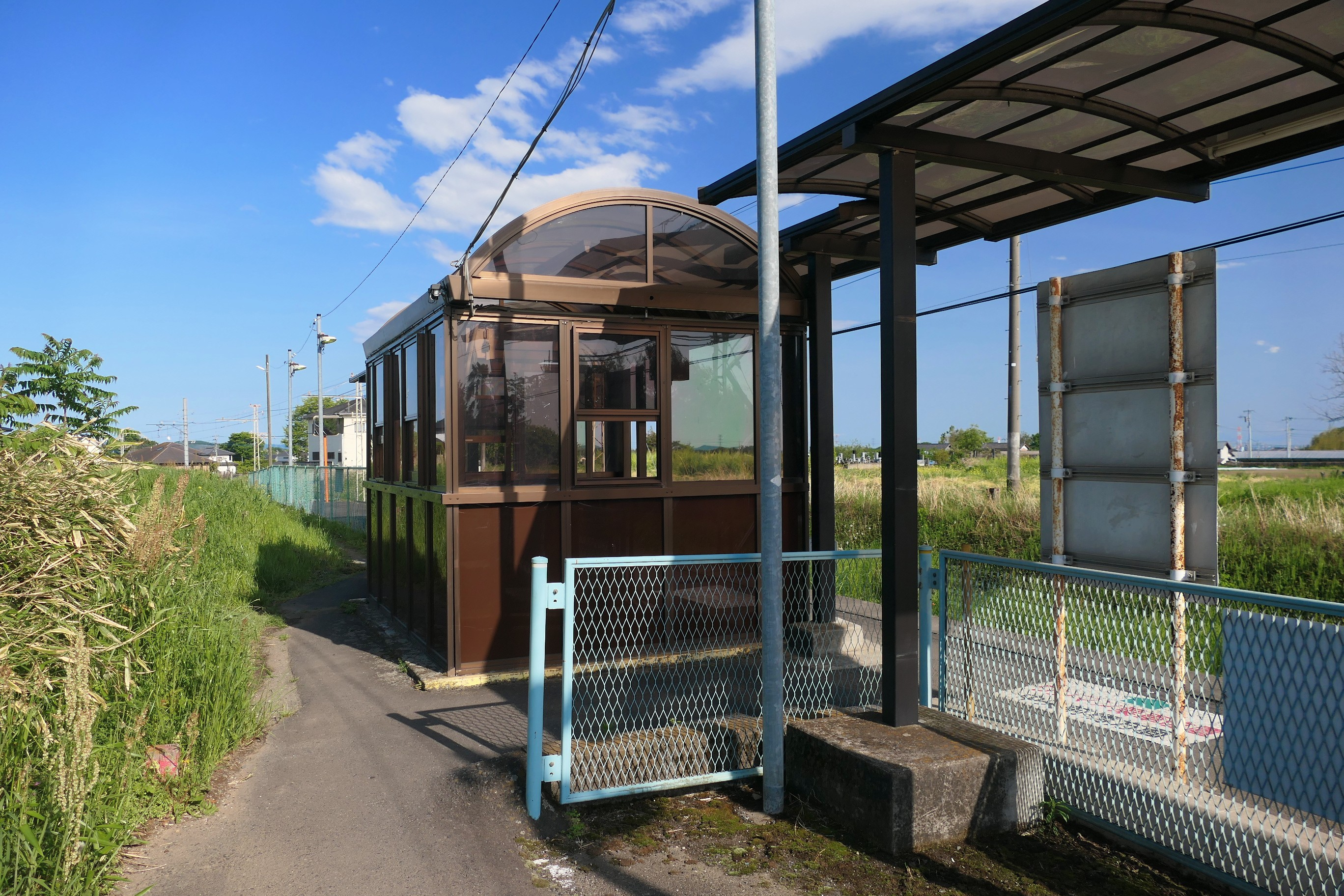
駅出入口
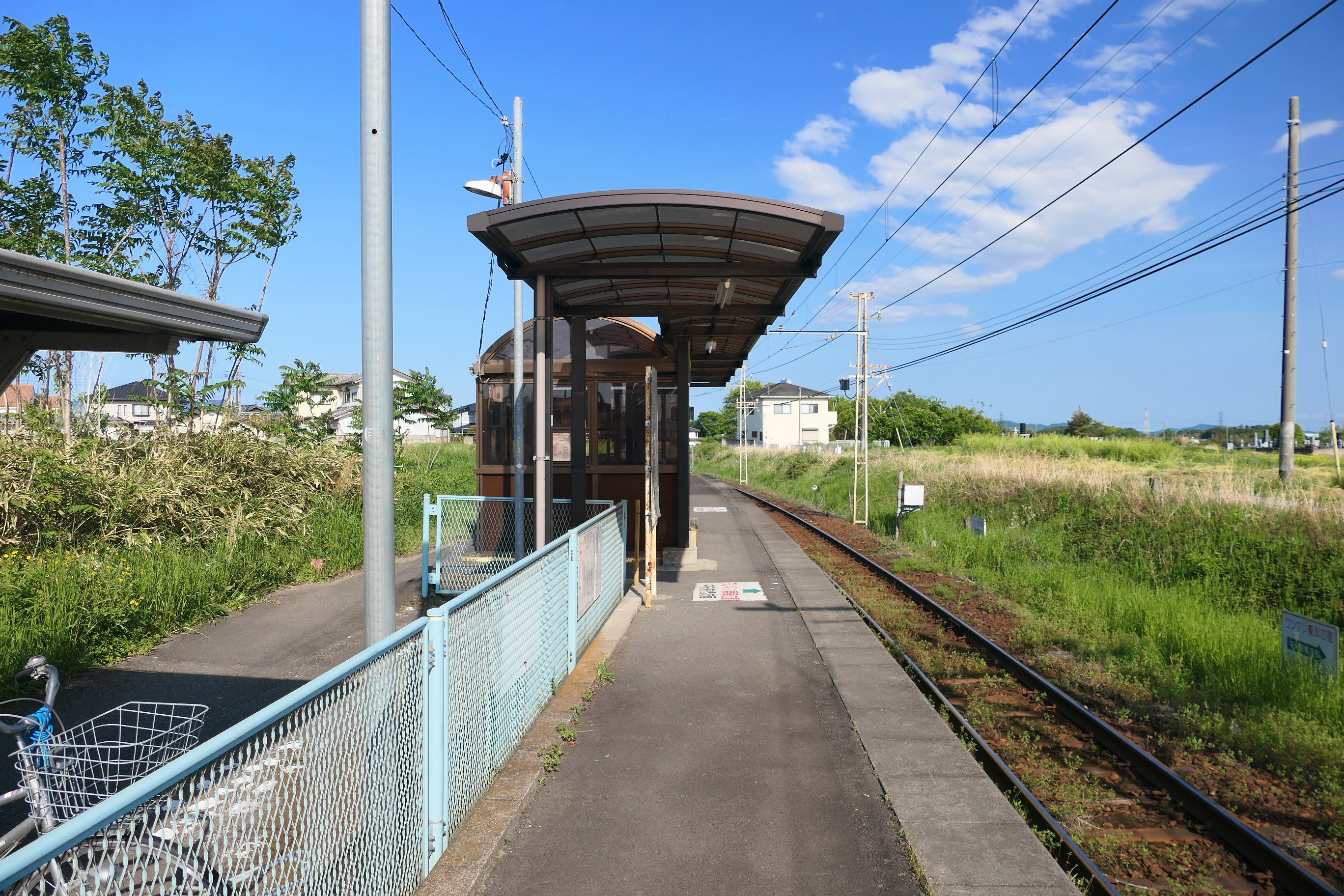
ホーム

## 利用状況
1日の平均乗降人員は以下の通りである。
| 1日乗降人員推移 | 1日乗降人員推移 |
| 年度            | 1日平均人数     |
| --------------- | --------------- |
| 2011年          | 158             |
| 2012年          | 153             |
| 2013年          | 149             |
| 2014年          | 130             |
| 2015年          | 121             |
| 2016年          | 116             |
| 2017年          | 107             |
| 2018年          | 95              |

## 駅周辺
- 伊勢ノ森上沼
- 伊勢ノ森下沼
- 神明宮神社

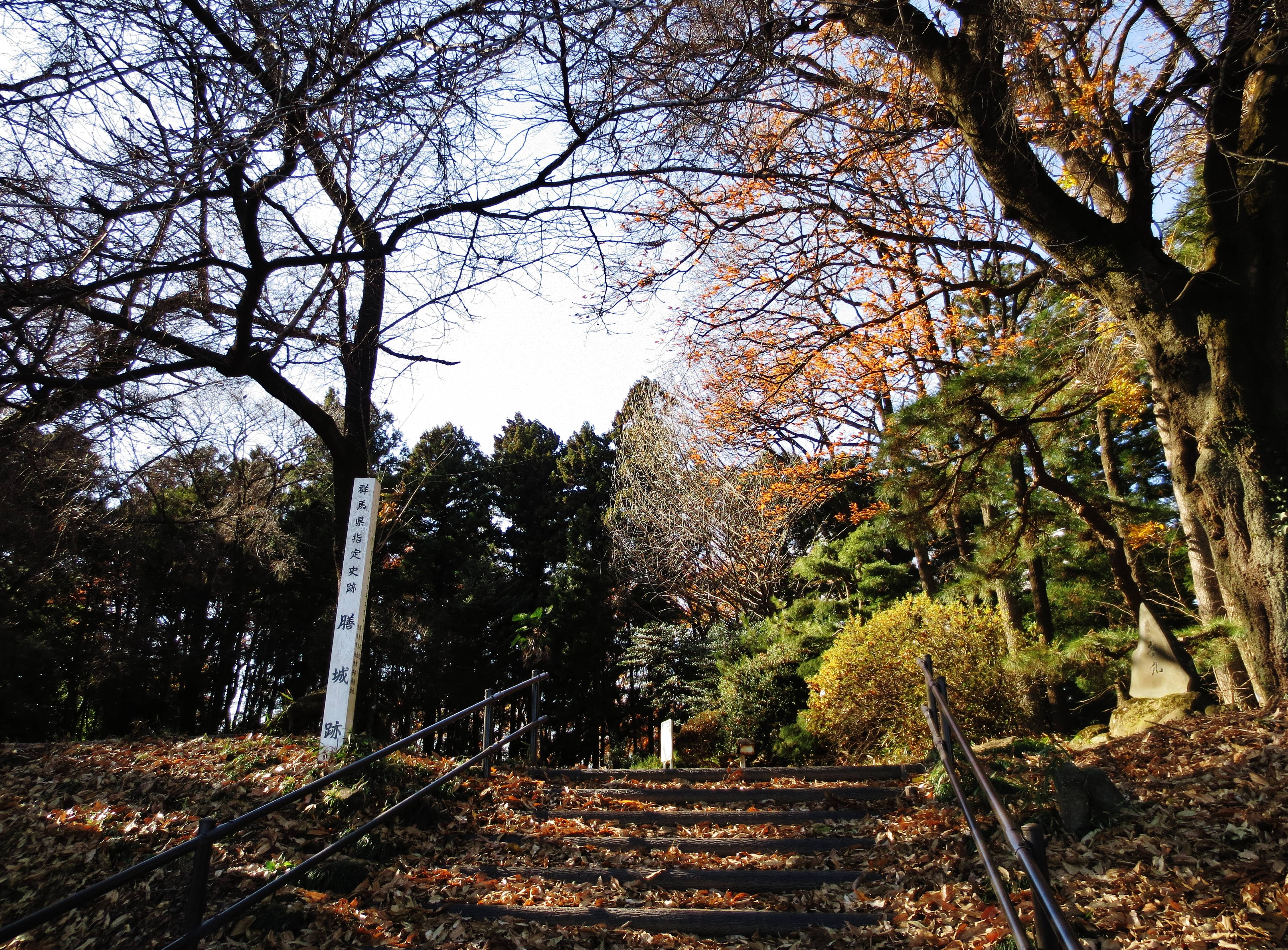
膳城
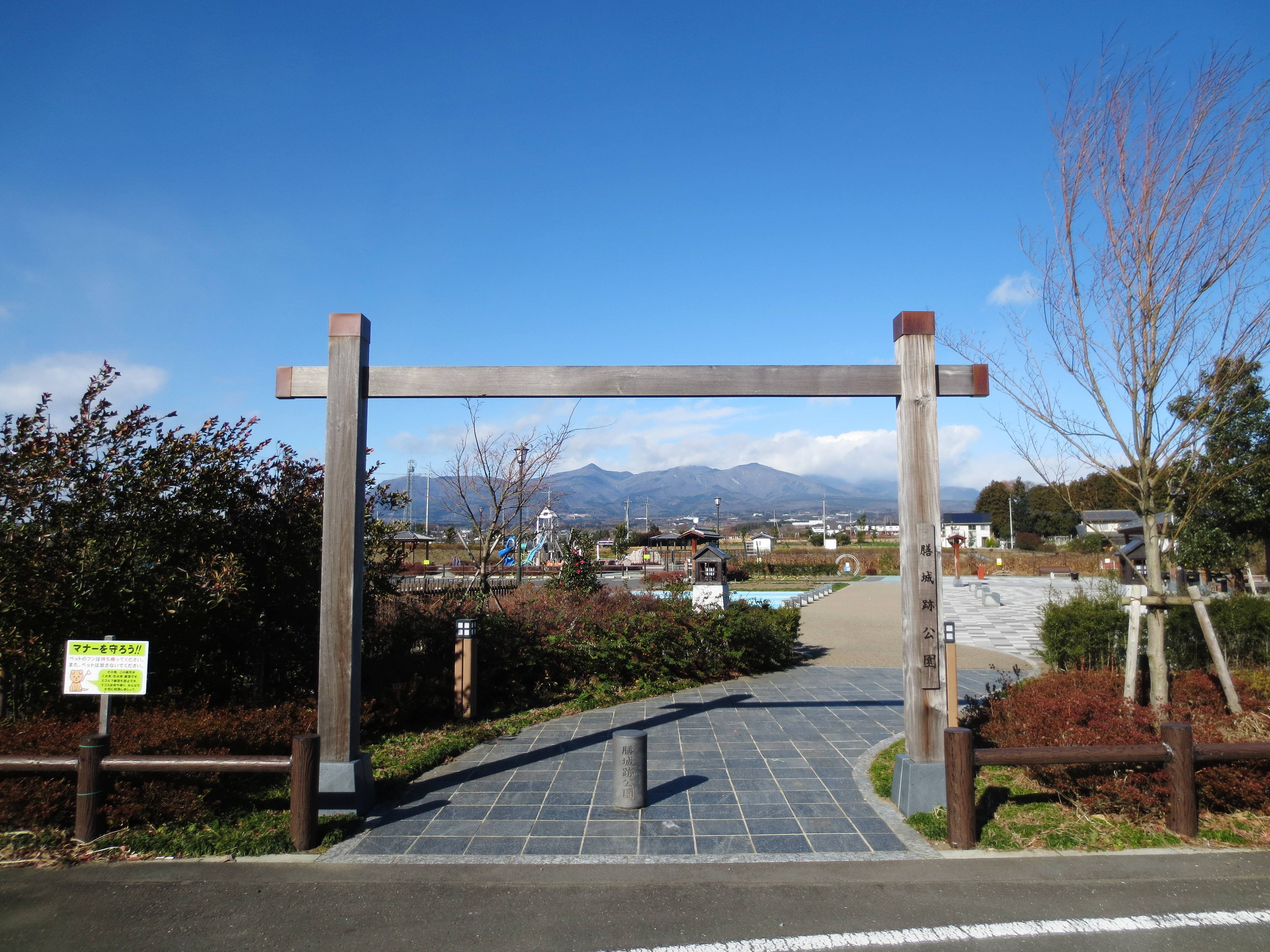
膳城跡公園
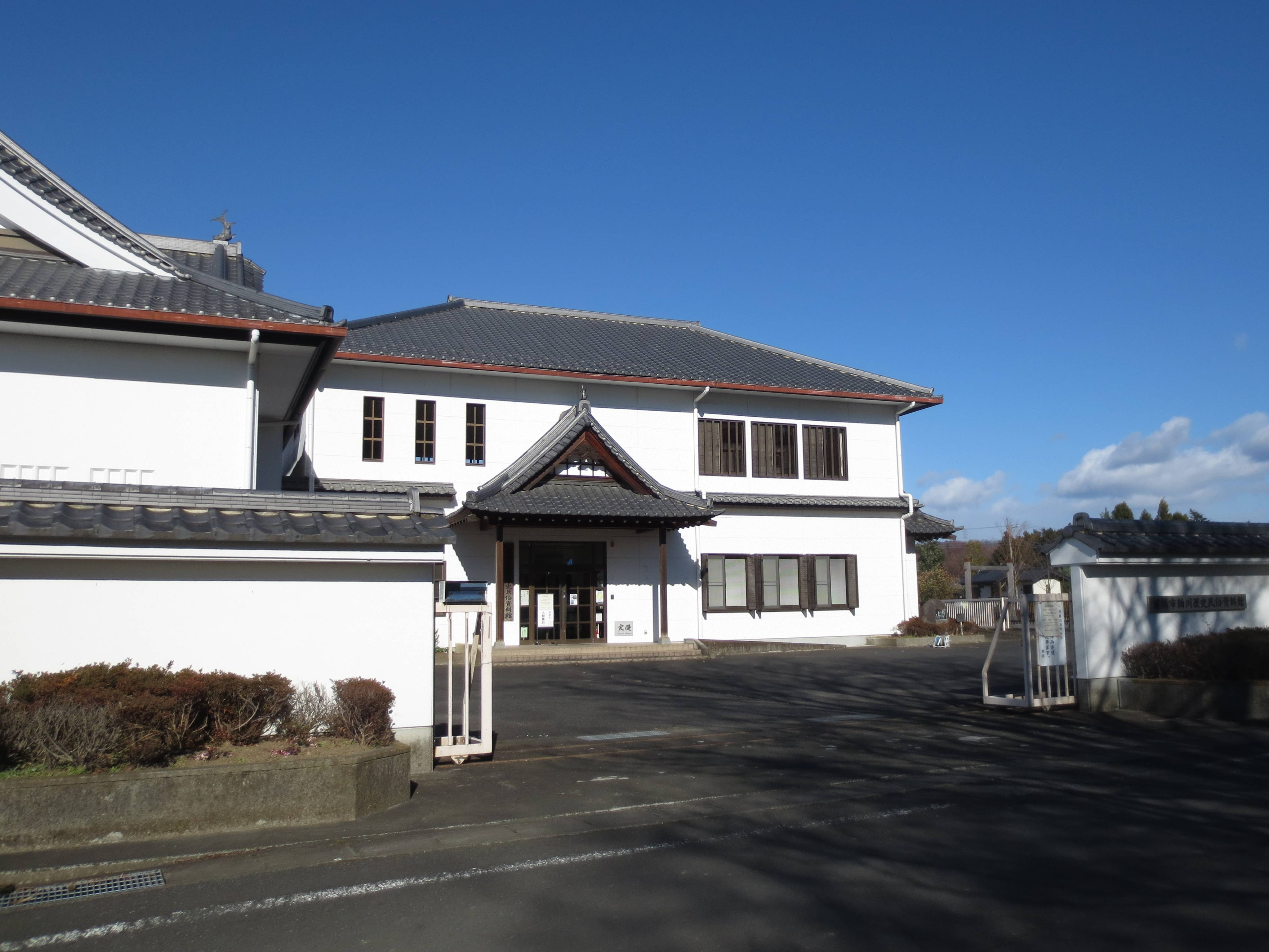
粕川歴史民俗資料館
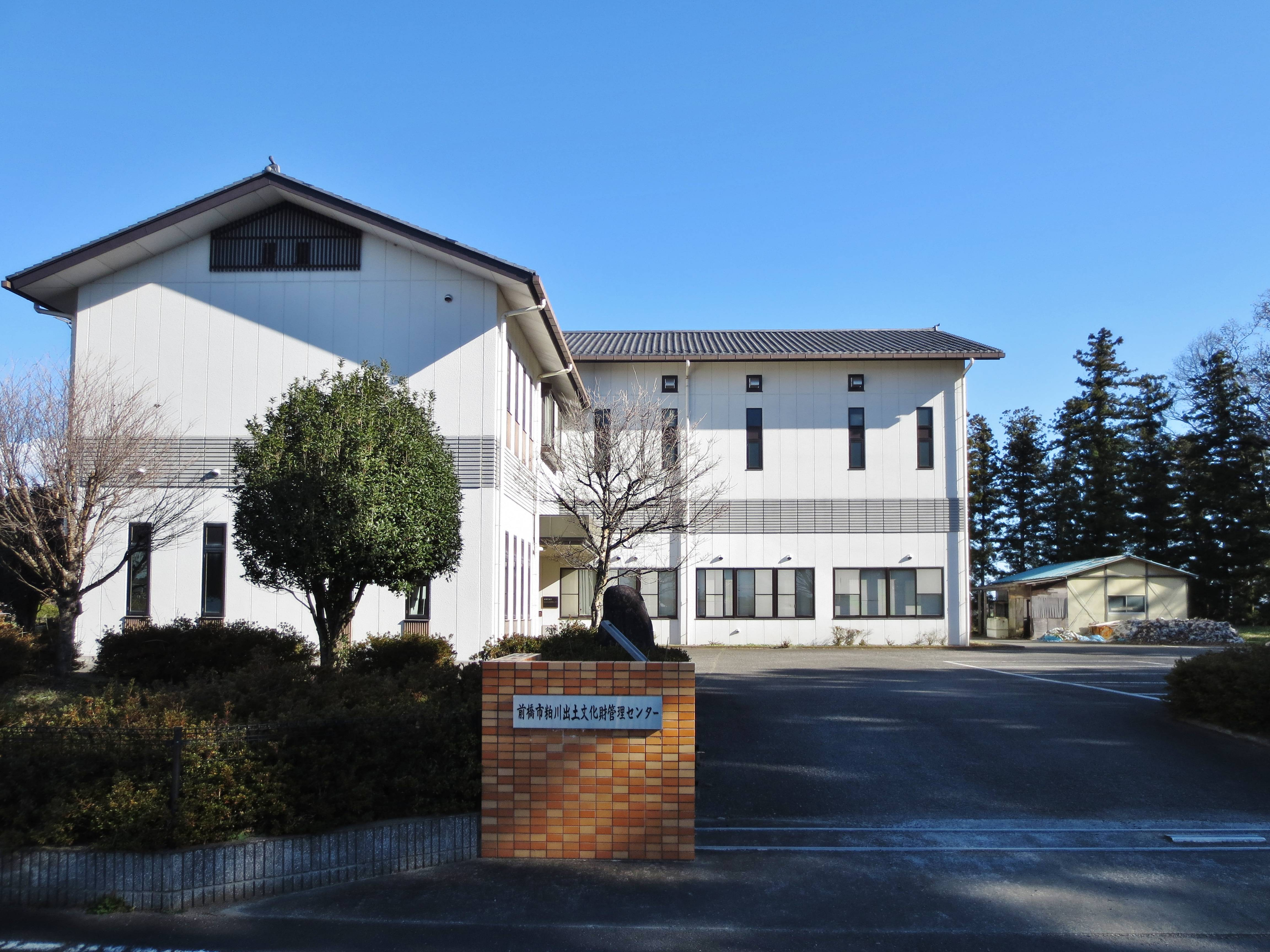
粕川出土文化財管理センター
- 群馬県道3号前橋大間々桐生線

- 膳城
- 膳城跡公園
- 粕川歴史民俗資料館
- 粕川出土文化財管理センター

## 隣の駅
上毛電気鉄道
■上毛線
粕川駅 - 膳駅 - 新里駅